# Ceraeochrysa nigripedis
Ceraeochrysa nigripedis is een insect uit de familie van de gaasvliegen (Chrysopidae), die tot de orde netvleugeligen (Neuroptera) behoort. 
Ceraeochrysa nigripedis is voor het eerst wetenschappelijk beschreven door Penny in 1997.